# Schanna Hluchowa
Schanna Hluchowa (ukrainisch Жанна Глухова; * 4. Februar 2007) ist eine ukrainische Skispringerin.  

## Werdegang
Ihr internationales Debüt gab sie im Sommer 2022 beim FIS-Cup in Szczyrk, wo sie in zwei Wettkämpfen jeweils Vorletzte wurde. 
Anfang 2023 nahm sie an den Junioren-Skiweltmeisterschaften in Whistler teil und wurde im Einzel Vorletzte, im Team belegte sie mit Mykola Smyk, Tetjana Pylyptschuk und Denys Zwyjetkow den letzten Platz.
In derselben Saison nahm sie noch an mehreren FIS-Cups teil, wobei ihr bestes Ergebnis ein 11. Platz in Szczyrk war, und startete bei den Nordischen Skiweltmeisterschaften in Planica.
Im Sommer 2023 wurde sie bei den Europaspielen im Einzel Vorletzte und im Mixed-Team Letzte.

## Erfolge

### Weltmeisterschaften
- Planica 2023: 15. Mixed Team, 55. Normalschanze

### Europaspiele
- Zakopane 2023: 10. Mixed Team, 35. Normalschanze

### Juniorenweltmeisterschaften
- Whistler 2023: 14. Mixed Team, 44. Normalschanze

### Olympische Jugend-Winterspiele
- Gangwon 2024: 14. Mixed Team, 21. Normalschanze